# Aspitates sabuliferata
Aspitates sabuliferata là một loài bướm đêm trong họ Geometridae.